# Caladmor
Caladmor ist eine Schweizer Epic-Folk-Metal-Band aus Zürich. 

## Bandgeschichte
Caladmor ging 2001 aus der Alternative-Rock-Band Pale hervor. Sie änderten den Namen, nicht nur weil es mehrere Bands mit gleichem Namen gab, sondern auch, weil sich ihr Musikstil vom ursprünglichen Mix aus Alternative Rock und Grunge hin zum Metal entwickelte. Bereits vorher hatten sie mehrere Demos eingespielt. Die damalige Besetzung blieb die gleiche. Der neue Name wurde J.R.R. Tolkiens Fantasiesprache Sindarin (die Sprache der Grauelben) entnommen und bedeutet übersetzt „Dunkles Licht“. Das Debütalbum Midwinter erschien am 19. Juni 2010 über das Label Twilight Vertrieb. Päde Kistler von Eluveitie ist bei 1405 A.D. als Gastmusiker zu hören.
2013 erschien das Album Of Stones and Stars als Eigenproduktion über den Vertrieb von Einheit Produktionen. Wieder ist mit Chrigel Glanzmann ein Gastmusiker von Eluveitie zu hören.
2014 erschien das Akustikalbum The Ragnarök Sessions, wieder als Eigenproduktion, doch diesmal ohne grösseren Vertrieb. Das Album beinhaltet traditionelle Folksongs. Das Album wurde auf dem Ragnarök-Spektakel in Bülach uraufgeführt. Daher rührt der Name und dort wurde auch die Erstauflage des Albums verkauft.

## Musikstil
Der Musikstil von Caladmor vereint verschiedene musikalische Elemente aus verschiedenen Metal-Subgenres wie dem Death Metal und dem Viking Metal mit folkloristischen Elementen und solchen aus dem Mittelalter-Rock. Textlich verwendet man Motive aus Geschichte, Sagen und Märchen und stellt den Bezug zur heutigen Welt her. Die Texte sind nicht nur auf Deutsch und Englisch verfasst, sondern auch auf Mittelhochdeutsch und basieren teilweise auf Originaltexten aus der Edda oder dem Altisländischen. Die meisten folkloristischen Instrumente basieren auf Samples oder wurden von Gastmusikern eingespielt, während die restliche Band eine klassische Metal-/Rock-Besetzung umfasst.

## Diskografie

### Als Pale
- 2002: Forgotten Tales (Demo)
- 2003: Live at Abart (Eigenproduktion)
- 2005: Beneath the Tree of Wisdom (Eigenproduktion)
- 2006: Aeternitas (Demo)
- 2007: The Bridge (EP, Eigenproduktion)

### Als Caladmor
- 2010: Midwinter (Twilight Vertrieb)
- 2013: Of Stones and Stars (Eigenproduktion, Einheit Produktionen)
- 2014: The Ragnarök Sessions (Eigenproduktion)